# Joren Dom
Joren Dom, né le 29 novembre 1989 à Anvers en Belgique, est un footballeur belge qui joue au poste de milieu de terrain.

## Biographie

### En club

#### Formation à Malines et prêt à Boom
Né à Anvers, Joren Dom est rapidement repéré par un club phare de la région, à savoir le KV Malines, où il parcourt toutes les classes d'âge. N'arrivant pas à intégrer l'équipe professionnelle, il se voit prêté le à Rupel Boom. Le 16 mai 2010, il joue son premier match face à l'Eendracht Alost. Joren Dom joue son premier match professionnel le 18 août 2010 lors d'une victoire 2 buts à 0 face à Tirlemont lors de la première journée de Proximus League. Il marque son premier but professionnel le 26 septembre 2010 face au FC Brussels.

#### FCV Dender
Le 1er juillet 2011, il signe en faveur du FCV Dender EH. Il joue son premier match le 17 août 2011 lors d'un partage blanc face au Standaard Wetteren, comptant pour la première journée de deuxième division. Le 17 septembre 2011, il marque son premier but sous ses nouvelles couleurs face au SK Sint-Niklaas.

#### Royal Antwerp FC
Le 1er juillet 2012, il signe en faveur de l'Antwerp. Il joue son premier match le 2 septembre 2012 lors d'une victoire 2 buts à 1 face au KSK Heist, comptant pour la première journée de deuxième division. Le 30 septembre 2012,  il marque son premier but sous ses nouvelles couleurs face au FC Brussels.
Le 7 juillet 2017, il signe en faveur du Beerschot VA après une rupture de contrat avec l'Antwerp . Il joue son premier match le 4 août 2017 lors d'une victoire 3 buts à 0 face à l'Union Saint-Gilloise, comptant pour la première journée de Jupiler Pro League. Le 1er décembre 2017, il marque son premier but sous ses nouvelles couleurs face au KSV Roulers. Il décroche sa première titularisation au sein de l'élite le 10 août 2020 lors d'une victoire 2 buts à 1 face au KV Ostende. 

#### OH Louvain
Le 1er juillet 2022, il signe en faveur de l'OH Louvain . Il joue son premier match le 23 juillet 2022 lors d'une victoire 2-0 face au KV Courtrai, comptant pour la première journée de première division.

#### RSCA Futures
Sans contrat à la fin de la saison 2023-2024, il est libre de s'engager avec les RSCA Futures, l'équipe des moins de 23 ans du RSC Anderlecht. Chacune des équipes espoirs participant aux championnats adultes ayant droit à un joueur plus âgé, il y est pressenti pour devenir le capitaine et encadrer les jeunes en leur faisant profiter de son expérience. À l'issue de la saison 2024-2025, il décide de raccrocher les crampons et de prendre sa retraite professionnelle.